# Demetriano
Demetriano o Destriano fue un arquitecto que trabajó en tiempos del emperador Adriano.
Se hizo notable cuando dicho emperador mandó a que se construyera en la Via Sacra un templo a Venus y Roma. Para llevar a cabo el designio era necesario cambiar de sitio el Coloso de Nerón, una estatua de bronce que medía 110 o 120 pies romanos de altura. Demetriano la hizo trasladar en ochenta elefantes y la colocó en frente del Coliseo junto a la expresada Vía Sacra y del Capitolio, en la cuesta donde está la fuente llamada Meta sudans, cuyas ruinas subsisten.
De esta conducción arriesgada se ha creído que Demetriano trasportó el templo de la Buena Diosa cuando en realidad lo que hizo fue reedificarlo, empleando parte de los materiales del antiguo. Este arquitecto, según parece, dirigió la construcción del puente Æliano y el túmulo que hoy es el castillo de Sant'Angelo.